# Ji Zebiao
Ji Zebiao, född 3 augusti 1964, är en friidrottare från Kina. Han deltog vid olympiska sommarspelen 1984.